# Katrin Sundberg
Katrin Sundberg, egentligen Eva Cathrine Sundberg, född 8 oktober 1962 i Örebro, är en svensk skådespelare, koreograf,  dansare, manusförfattare och regissör. Hon är känd för sin roll som Häxan Surtant i barnprogrammet med samma namn.

## Biografi
Katrin Sundberg är dotter till skådespelaren Björn Sundberg.
Sundberg har under flera år spelat rollfiguren Häxan Surtant i barnprogrammet med samma namn. 
Hon var sommarpratare 2012 och medverkade hösten 2013 i SVT:s Sommarpratarna. Hon har också skrivit en bok med titeln Dåm såm har snippa får bestema. 
Hon är gift med Magnus Dahlberg sedan 2006.

## Filmografi

### Långfilm
- 1997 – Adam & Eva
- 2006 – Wallander – Den svaga punkten
- 2007 – Underbar och älskad av alla
- 2011 – En gång i Phuket
- 2018 – LasseMajas Detektivbyrå - Det första mysteriet
- 2019 – Tills Frank skiljer oss åt

### TV
- Välkommen åter, TV4
- Gaygalan, Programledare tillsammans med Pia Johansson 2007, TV4
- Helt magiskt, SVT
- Melodifestivalen 2011, SVT
- OP7, Kanal 5
- Barnens detektivbyrå, SVT
- Utan en tråd, SVT
- Hem till Midgård, TV4
- Glöm inte mamma!, SVT
- Titelrollen i serien Häxan Surtant, SVT
- Superhjältejul, SVT
- Gäster med gester, SVT
- Sing Along, TV3
- Partaj, Kanal 5
- Så Ska Det Låta, SVT
- Häxan Surtant, SVT
- Doobidoo, SVT
- Boy Machine, TV4
- Julstök med Lasse Kronér, SVT

## Radio
- "Allt du önskar, Julkalender 2011" SR
- Sommar i P1, SR P1[2]
- På minuten, SR

## Teater

### Roller (ej komplett)
| År   | Roll                                                  | Produktion | Regi              | Teater                                    |
| ---- | ----------------------------------------------------- | --- | ----------------- | ----------------------------------------- |
| 1985 | Den stumma                                            | Fantasticks (The Fantasticks) Harvey Schmidt och Tom Jones                                                     | Birgitta Götestam | Riksteatern                               |
| 1986 |                                                       | Ringo Birgitta Götestam, Göran Arnberg och Magnus Fermin                                                       | Birgitta Götestam | Göta Lejon                                |
| 1987 | Balettflicka                                          | Zarah Evabritt Strandberg, Stefan Ostrowski och Olle Ljungberg                                                 | Olle Ljungberg    | Intiman                                   |
| 1991 | Medverkande                                           | Flott & lagom Sven Hugo Persson, Kar de Mumma, Calle Norlén, Carl Zetterström, Tomas Tivemark, Katrin Sundberg | Thomas Ryberger   | Stora teatern, Stockholm                  |
| 2000 | Medverkande                                           | Ja va faan de e ju show Katrin Sundberg                                                                        | Katrin Sundberg   | Mosebacke Etablissement                   |
| 2001 | Chatrine                                              | Farlig utlösning Helle Ryslinge                                                                                | Görel Crona       | Aliasteatern                              |
| 2002 | Sheila                                                | A Chorus Line James Kirkwood, Nicholas Dante, Edward Kleban och Marvin Hamlisch                                | Staffan Aspegren  | Göteborgsoperan                           |
| 2008 | Medverkande                                           | Allt vi aldrig fick göra Pia Johansson och Katrin Sundberg                                                     |                   | Rival                                     |
| 2009 | Prudy Pringelton Baglady Gymnastiklärarinnan Fångvakt | Hairspray Mark Shaiman och Scott Wittman                                                                       | Anders Albien     | Chinateatern                              |
| 2010 | Medverkande                                           | Vilken jävla TYP! Katrin Sundberg                                                                              | Katrin Sundberg   | Mosebacke Etablissement/ Klara Soppteater |
| 2010 | Louise                                                | Anonyma singlar Katrin Sundberg                                                                                | Katrin Sundberg   | Klara Soppteater                          |
| 2012 | Myrtle                                                | Kort möte (Brief Encounter) Noël Coward                                                                        | Colin Nutley      | Stockholms stadsteater                    |
| 2012 | Marjorie Houseman                                     | Dirty Dancing Eleanor Bergstein                                                                                | Anders Albien     | Chinateatern                              |
| 2014 |                                                       | Flashdance Tom Hedley och Robert Cary                                                                          | Anders Albien     | Chinateatern                              |
| 2015 |                                                       | Skvaller (Rumours) Neil Simon                                                                                  | Edward af Sillén  | Uppsala stadsteater                       |
| 2016 |                                                       | Jobba för två (One Man, Two Guvnors) Richard Bean                                                              | Leif Lindblom     | Gunnebo slottsteater                      |
| 2016 | Eden                                                  | Bullets over Broadway Woody Allen                                                                              | Emma Bucht        | Göta Lejon                                |
| 2018 | Fru Bergdahl m fl                                     | Sagan om Karl-Bertil Jonssons julafton Tage Danielsson och Per Åhlin, bearbetning Henrik Dorsin                | Anna Vnuk         | Scalateatern                              |

- R.E.A, gästroll, Hamburger Börs
- Cirkuscåt, Länsteatern i Örebro
- 4Goodkväll Shine, Stockholm
- R.E.A, Kajskjul 8 Göteborg

### Koreografi (ej komplett)
| År   | Produktion | Upphovsmän                                         | Regi              | Teater     |
| ---- | ---------- | -------------------------------------------------- | ----------------- | ---------- |
| 1986 | Ringo      | Birgitta Götestam, Göran Arnberg och Magnus Fermin | Birgitta Götestam | Göta Lejon |

## Böcker
- Dåm såm har snippa får bestema, Utgiven 2013

## Priser och utmärkelser
- Kristallen, för Häxan Surtant,  2009

[Redigera Wikidata]